# Mickey egér

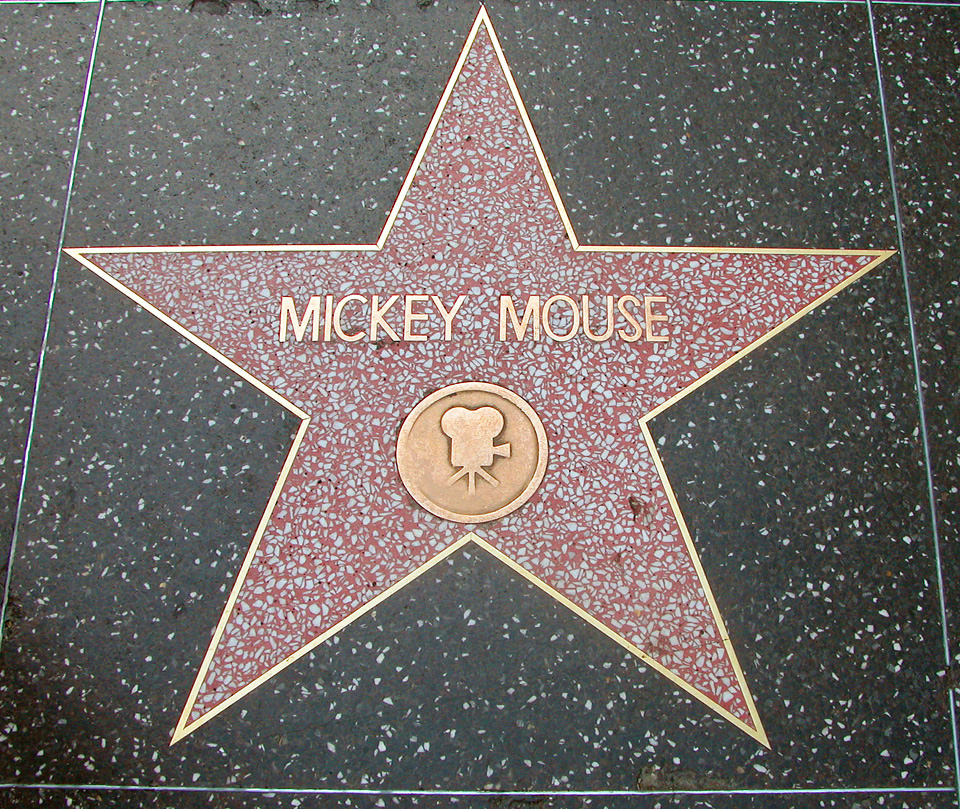
Mickey egér csillaga

Mickey egér (Mickey Mouse) a világ egyik legismertebb rajzfilmfigurája, akit a The Walt Disney Company rajzfilmjei tettek világszerte ismertté. Többek szerint az amerikai kultúra jelképeként majdnem annyira ismert, mint az amerikai zászló.

## Története
A Mickey egér („eredeti” neve: Mortimer) figurát a társaság alapítója, Walt Disney találta ki.[forrás?]
Az Ub Iwerks által rajzolt eredeti Mickey egérnek a Bolond repülő (1928) és Willie a gőzhajó (1928) című filmekben még drótvékony végtagjai voltak és gonosz jelleme; macskákat és nőket kínzott. Későbbi formájában kikerekedett és kedvesebb lett. A Mickey egér filmekből önálló alakként kinőtt Pluto, Goofy és Donald kacsa az ötvenes évek közepéig saját rajzfilmjeikben is főszerepet játszottak. Disney 1928 és 1937 között közel 100 rajzfilmet készített az egérke főszereplésével.
Walt Disney hosszú ideig, 1928 és 1946 között saját hangját kölcsönözte Mickey egér figurájának. Őt Jimmy MacDonald váltotta, aki 1947 és 1977 között volt Mickey hangja, utána Wayne Allwine volt 1983 és 2009 között. Mickey angol hangja 2009 óta Bret Iwan. Magyar szinkronhangja Rajkai Zoltán. Azonban a Mickey és az autóversenyzők-ben később a hangja Czető Roland lett.
Mickey egér a rajzfilmfigurák közül elsőként, 1978-ban csillagot kapott a hollywoodi hírességek sétányán.

## A figura jogi oltalma
Habár a cég kísérletet tett a figura állandó jogi oltalmára, de ezt se az USA, se a nemzetközi szerzői jogi törvények nem teszik lehetővé, így Disney minden szerzői jogát elveszítette 2024-ben az első korai változatokra, ahogy idővel a többi karakter is kikerül a cég birtokából.

## Mickey egér a tévében
- 1928: A bolond repülő (Plane Crazy)
- 1928: Willie gőzhajó – az első Mickey egér hangosfilm, Mickey hangját Walt Disney szolgáltatta (Steamboat Willie)
- 1929: The Karnival Kid
- 1929: Haunted House
- 1930: The Chain Gang
- 1931: Mickey's Orphans
- 1932: The Grocery Boy
- 1933: The Mad Doctor
- 1934: Jótékonysági est (The Orphan's Benefit)
- 1934: Hollywood Party
- 1935: Mickey's Service Station
- 1935: The Band Concert
- 1936: Út a tükrön át (Thru the Mirror)
- 1936: Moving Day
- 1936: Alpesi túra (Alpine Climbers)
- 1937: Óratorony takarítók (Clock Cleaners)
- 1937: Magányos kísértetek (The Lonesome Ghosts)
- 1938: Mickey lakókocsija (Mickey's Trailer)
- 1938: Bálnavadászok (The Whalers)
- 1938: A vitéz szabóegér (Brave Little Tailor)
- 1939: Ebadta vadászkutya (The Pointer)
- 1940: Fantázia (Fantasia)
- 1941: A kis forgószél (The Little Whirlwind)
- 1942: Mickey szülinapi bulija (Mickey's Birthday Party)
- 1942: Symphony Hour
- 1946: Késő bánat (Mickey's Delayed Date)
- 1947: Mickey egér, Donald kacsa és Goofy Csodaországban (Fun and Fancy Free)
- 1948: Mickey és a fóka (Mickey and the Seal)
- 1953: Az élet apró örömei (The Simple Things)
- 1955: The Mickey Mouse Club
- 1981: Mickey és Donald (Walt Disney's Mickey and Donald)
- 1983: Mickey egér – Karácsonyi ének (Mickey's Christmas Carol)
- 1988: Roger nyúl a pácban (Who Framed Roger Rabbit)
- 1990: Koldus és királyfi (The Prince and the Pauper)
- 1995: Runaway Brain
- 1995: Goofy (A Goofy Movie)
- 1999: Fantázia 2000 (Fantasia 2000)
- 1999: Mickey egér – Volt egyszer egy karácsony (Mickey's Once Upon a Christmas)
- 1999: Mickey egér művek (Mickey Mouse Works)
- 2001: Mickey egér klubja (Disney's House of Mouse)
- 2004: Mickey egér – A három muskétás (Mickey, Donald, Goofy: The Three Musketeers)
- 2004: Mickey egér – Volt kétszer egy karácsony (Mickey's Twice Upon a Christmas)
- 2006: Mickey egér játszótere (Mickey Mouse Clubhouse)
- 2013: Lóra! (Get a Horse!)
- 2013: Mickey egér (Mickey Mouse)
- 2017: Mickey és az autóversenyzők (Mickey and the Roadster Racers)
- 2021: Mickey egér: Játszóház (Mickey Mouse: Funhouse)